# Inertia-Effekt
Der Inertia-Effekt (auch: Inertia-Psi-Effekt) (von lat. inertia „Trägheit“) oder Trägheitseffekt bezeichnet in der Psychologie das Phänomen, dass einmal getroffene Entscheidungen auch gegen widersprechende Informationen weitgehend unverändert („immun“) bleiben. Der Informationswert von bevorzugten Alternativen und Hypothesen wird dabei überschätzt und der Wert entgegengerichteter Informationen unterschätzt.

## Erklärungsansatz
Der Trägheitseffekt entsteht durch eine Anpassung von subjektiven Wahrscheinlichkeiten und Wahrnehmungen. Bei der Verknüpfung von Wahrscheinlichkeiten kommt es zu falschen Ergebnissen. Im Gegensatz zur berechenbaren Wahrscheinlichkeit in der mathematischen Statistik sind diese Vorstellungen oft mit Naivität und der Tendenz zur Vermeidung von kognitiver Dissonanz verbunden („naiver Statistiker“). Kognitive Dissonanz tritt nach einer Entscheidung auf und kann beispielsweise zu Schuldgefühlen führen.
Ähnlichkeit besteht zum Perseveranzeffekt. Einige Autoren setzen dies gleich, andere Autoren sehen Unterschiede insoweit, als Inertia stärker auf das Auswahlverhalten abstellt, Perseveranz hingegen auf die Bindungswirkung durch Vorprägung.